# Heili Sirviö
Heili Sirviö   (Finlàndia, 17 de març de 2011) és una patinadora de monopatí finlandesa.

## Trajectòria
Amb tretze anys va representar Finlàndia als Jocs Olímpics de 2024 a París, essent la participant olímpica més jove de la història del país, on va quedar 5a en la competició de parc amb una puntuació de 88.89. L'esportista més jove abans que ella havia estat la nedadora Noora Laukkanen, que va participar als Jocs Olímpics de 2008 a Pequín a l'edat de 15 anys i 192 dies. Hanna-Maria Seppälä també tenia 15 anys quan va participar als Jocs Olímpics de 2000 a Sydney.
Sirviö va néixer Finlàndia, però des del 2016 ella i la seva família viuen a Austràlia i des del 2023 passen els hiverns a Califòrnia. Sirviö té doble ciutadania finlandesa i australiana. Va començar a patinar als 9 anys i va guanyar el campionat finlandès de rampa el juliol de 2024. A la mateixa competició la seva germana petita, Miila Sirviö, va quedar segona.